# Francova diktatura
"Francova diktatura", zajema obdobje med letoma 1936, začetkom Španske državljanske vojne, ter 1975, smrtjo generala Francisca Franca. Nekateri kot končno letnico navajajo leto 1978, ko je v veljavo stopila španska ustava.
Španska državljanska vojna se je začela z državnim udarom španske vojske na polotoku in v španskem Maroku 17. junija 1936. Udar je podprla večina španske desnice, vključno z duhovščino, fašistično stranko Falango in Karlisti. Državni udar se je sprevrgel v državljansko vojno, ki je trajala tri leta. Nacionalisti so bili predvsem katoličani, veleposestniki, vplivni vojaki in številni poslovneži, medtem ko so bili pripadniki republikancev delavci in izobraženci iz srednjega sloja.Franca sta podprli fašistična Italija in nacistična Nemčija. Drugi podporniki so bili še Portugalska, pod poveljem Antónia de Oliveire Salazarja in pa katoličani širom sveta, ki so državljansko vojno videli kot poskus obnove rekonkviste. Drugo Špansko Republiko sta podprli Stalinova Sovjetska zveza in Mehika. Kljub temu, da je Združeno kraljestvo simpatiziralo s Francovimi podporniki, Francija pa z revolucionarji, sta obe državi, oktobra 1936, podpisali sporazum o nevmešavanju.
Po zmagi,1. aprila 1939, je Francisco Franco uvedel diktaturo, ki je trajala do njegove smrti 20. novembra leta 1975. V času njegove diktature je skoraj pol milijona Špancev zapustilo svojo domovino, oblasti pa so uničile na tisoče dokumentov v povezavi z žrtvami Francovega režima.

## Prihod na oblast
Odbor za obrambo (Junta de defensa nacional), ki je poveljeval nacionalistično okupiranemu ozemlju,  je 1. oktobra 1936 proglasil Francisca Franca kot Caudilla. V aprilu leta 1939 je Franco prevzel nadzor nad špansko Falango, kateri je do takrat poveljeval Manuel Hedilla, naslednik ustanovitelja José Antonia Prima de Rivere, ki je bil usmrčen leta 1936. V združenju s Karlisti se je razvila nova politična organizacija Španska Falanga skupnosti nacionalistične sindikalistične ofenzive, poznana kot Falange española de las JONS, skrajšano FE de las JONS, ki se je kmalu označila za stranko, ki se zavzema za interese delavcev, s poudarkom na gostincih, taksistih in igralcih.
Frankisti so prevzeli oblast nad Španijo s tako imenovano vojno izčrpavanja (la guerra de desgaste), katera je vključevala ujetništvo in usmrtitve Špancev, ki so se izkazali za podpornike vrednot, za katere se je zavzemala Republika: regionalna avtonomija, liberalno ali socialno demokracijo, svobodne volitve in pravice žensk, vključno z njihovo volilno pravico.
Po koncu španske državljanske vojne je bilo zaprtih več kot 270 000 žensk in moških, okrog 500 000 pa jih je živelo v izgnanstvu. Veliko število najdenih je bilo vrnjeno v Španijo ali pa so bili poslani v nacistična koncentracijska taborišča, označeni kot državni sovražniki. Okrog sedem tisoč španskih ubežnikov je umrlo v Mauthausnu. Več kot 200 000 Špancev je umrlo v prvih letih diktature, med letoma 1940-1942, zaradi političnega pregona, lakote ali raznih bolezni.
Španija je bila proglašena za kraljevino 26. julija 1947. Franco je kot vladajočega monarha proglasil Juana Carlosa Borbona, vendar šele leta 1969 in zgolj z reprezentativno vlogo.
S smrtjo Francisca Franca in proglasitvijo Juana Carlosa kot novega španskega kralja, se je leta 1975 začelo obdobje uvajanja demokracije in Španija je po dolgih letih postala ustavna monarhija z izvoljenim parlamentom.

## Vlada
Po zmagi Franca leta 1939 je Falanga (FET y de las JONS) bila razglašena za edino pravnomočno stranko v Španiji. V stanju izrednega stanja je 100-članski državni svet Falange deloval kot zasilno zakonodajno obdobje Španije, do sprejetja zakona iz leta 1942 Ley Orgánica in ustavnega zakona sodišč (Ley Constitutiva de las Cortes).
Ley Orgánica je dodelil vladi glavno vlogo za sprejemanje vseh zakonov, medtem ko je Cortes opredelil kot izključno svetovalni organ. Franco je ministre razrešil vseh državnih funkcij in tako postal edini vir zakonodaje. Zakon o referendumu (Ley del Referendum Nacional), ki je bil sprejet leta 1945, je določal, da je vse temeljne zakone potrebno odobriti na referendumu, na katerem pa so lahko glasovali samo glavni predstavniki družin-možje. Lokalni občinski sveti so na občinskih volitvah bili izvoljeni na podoben način (volile so lahko vodje družin in lokalnih korporacij), župane pa jo imenovala vlada. Španija je tako postala ena najbolj centraliziranih držav v Evropi. 
Zakon o referendumu je bil uporabljen dvakrat – prvič, leta 1947, ko je referendum oživel špansko monarhijo s Francom kot regentom do smrti, s pravico, da imenuje svojega naslednika in drugič, leta 1966, ko so odobri novo ustavo, ki je domnevno omejevala in jasno opredeljevala Francove pristojnosti kot predsedniku vlade.
Francisco Franco je, leta 1961, Ottu von Habsburgu ponudil prestol, vendar ga je ta zavrnil. Franco je nazadnje sklenil slediti priporočilom Otta, tako da je leta 1969, kmalu po 30. rojstnem dnevu mladega Juana Carlosa Borbona, le-tega uradno imenoval za prestolonaslednika.
Leta 1973, je Franco zaradi starosti in želje po zmanjšanju bremena pri upravljanju Španije, odstopil kot predsednik vlade in imenoval kot svojega naslednika Luis Carrero Blanca. Kljub temu, je še vedno ostal predsednik države in poveljnik- glavni vodja oboroženih sil. Carrero Blanco je bil istega leta umorjen, zato je Carlos Ariasa Navarra postal nov predsednik vlade.

## Oborožene sile
Franco je v prvem letu po koncu državljanske vojne drastično zmanjšal špansko vojsko s približno milijona na okrog 250 000 vojakov. Dejanje je zaradi zaskrbljenosti nad takratnimi mednarodnimi razmerami kaj kmalu razveljavil, saj je obstajala velika verjetnost vstopa Španije v Drugo svetovno vojno. S priplutjem zavezniških sil v severno Afriko in nemško okupacijo Višijevske Francije so je nevarnost zelo približala španski meji, zato je Franco sklenil povečati vojsko, z mobilizacijo okrog 500 000. vojakov.  Prav tako sta se povečali tudi mornarica in zračne sile, ki sta do leta 1945 šteli 35 000 pilotov in 25 000 mornarjev. Po koncu vojne je španska vojska štela še okrog 400 000 vojakov.

## Kolonialni imperij in dekolonizacija
Španija je med Francovo vladavino poskušala ohraniti nadzor nad zadnjimi ostanki kolonialnega imperija. Med Alžirsko vojno (1954-62) je Madrid postal baza desničarske skupine francoske vojske - Organisation armée secrète, ki si je prizadevala ohraniti francosko Alžirijo. Kljub temu je bil Franco prisiljen malce popustiti in ko je francoski Maroko, leta 1956, postal neodvisen, predati španski Maroko Mohamedu V. Franco je pod pritiskom Združenih narodov, leta 1968, Ekvatorialni Gvineji dodelil neodvisnost, leto kasneje pa je odstopil carinsko območje Ifnija, Maroku. Pod Francovim okriljem je Španija nadaljevala bitko za britansko čezmorsko ozemlje Gibraltar in leta 1969 zaprla svojo mejo z njim. Meja ni bila ponovno odprta do leta 1985.

## Frankizem
Francisco Franco je bil prvi predstavnik v španski zgodovini, ki je imel v rokah tako izvršno kot tudi sodno oblast. Na ta položaj se je postavil sam, štiri mesece po koncu španske državljanske vojne z Zakonom o reorganizaciji centralne državne uprave, kjer se je proglasil za Caudilla.
Diktatura je temeljila na treh stebrih in sicer: vojska, Cerkev in edina politična stranka, ki je v tistem času obstajala-Falanga. Vojska je na začetku zasedala okrog 40% višjih delovnih mest v državni upravi in državnih podjetjih. Prav tako pa je tudi izvajala vsesplošno represijo nad vsakimi najmanjšimi gibanji ali organizacijami, ki so delovale v nasprotju z diktaturo. Cerkev je poskrbela za promocijo režima med preprostim ljudstvom, Falanga pa je bila zadolžena za nadzor nad javnostjo.
Glavne ideologije frankizma so bile avtoritarizem, nacionalizem, katolicizem, militarizem, konservatizem, antikomunizem, antiliberalizem.

### Avtoritarizem
Španija je veljala za avtoritarno državo; vsi nevladni sindikati in vsi politični nasprotniki so bili bodisi ukinjeni ali preganjani z vsemi možnimi sredstvi, tudi s policijsko represijo. Guardia Civil, posebna vojaška policija, je nadzorovala večino manjših mest in podeželje, ter veljala za glavno sredstvo represije. Večja mesta in prestolnice so bile pod nadzorom Policíe Armade, poznane tudi pod imenom »grises«, kar je španska beseda za sivo barvo,  zaradi njihovih sivih uniform. Franco je postal kultna osebnost, ki je zatrjeval, da ga je poslal sam Bog, z namenom, da bi rešil državo kaosa in revščine.
Zatirani so bili vsi nasprotniki. Od katoliških sindikatov, komunističnih in anarhističnih organizacij do liberalnih demokratov ter katalonskih ali baskovskih separatistov. Leta 1959 je bila kot odgovor na zatiranje, ustanovljena oborožena separatistična skupina ETA, ki je vodila nekakšno vojno proti Francu. Franco, kot drugi svetovni voditelji v tistem času, je izrazil zaskrbljenost glede morebitnih judovskih zarot proti njegovemu režimu.

### Nacionalizem
Frankov nacionalizem je spodbudil enotno nacionalno identiteto tako, da je zatrl kulturno raznolikost Španije. Bikoborbe in flamenko sta bila promovirana kot narodna tradicija, medtem ko so bile ostale, ki niso veljale za španske, zatrte. Frankov pogled na špansko tradicijo je bil nekoliko umeten in samovoljen: medtem ko so bile nekatere regionalne tradicije zatrte, je bil flamenko, Andaluzijska tradicija, obravnavana kot del večje nacionalne identitete. Vse kulturne dejavnosti so bile podvržene cenzuri, mnoge pa so bile v celoti prepovedane. Ta kulturna politika se je sčasoma omilila, predvsem v poznih šestdesetih in zgodnjih sedemdesetih letih.
Franco je po modelu centralistično urejene Francije tudi sam v celoti obdržal centralizirano vlado, s podobno upravno strukturo kot prej pri Primu de Riveri. Ta način upravljanja je neenakomerno razporedil pozornost vlade, kar je kasneje privedlo do velikih neenakosti v državnem razvoju. Zgodovinsko bogate regije kot so Madrid, Katalonija ali Baskija so postale razvitejše kot druge manjše (Extremadura, Galicija ali Andaluzija).
Vsem španskim regijam je bila odvzeta avtonomija, ki jim je bila dodeljena v času Druge Španske Republike. Prav tako je Franco, baskovskim provincam Guipuzcoi in Vizcayi, ki sta bili označeni za sovražni, odvzel stoletja stare privilegije in dodeljeno avtonomijo, medtem ko je privilegije v tretji baskovski provinci Alavi ohranil, saj ga je le-ta podpirala med državljansko vojno.
Franco je poskušal vzpostaviti državno homogenost s pomočjo jezikovne politike. Galiciji, Baskiji in Kataloniji je odvzel pravico uporabe svojih lastnih manjšinskih jezikov. Španščina je bila razglašena za edini uradni in dovoljeni jezik kljub temu, da je več milijonov prebivalcev govorilo druge jezike. V državi, šolstvu, oglaševanju, verskih procesijah, prometni signalizaciji, itd., je bila uporaba katerihkoli drugih jezikov prepovedana. Jezikovna politika se je rahlo omilila v poznih 60. letih, vendar so vsi drugi jeziki razen kastiljščine, ostali pravno nepriznani in brez uradnega statusa.
Poleg tega sta obvezen šolski sistem in pa razvoj sodobnih množičnih medijev, ki sta bila pod nadzorom države in posledično izključno v španskem jeziku, močno vplivala na zmanjšanje govorcev manjšinskih jezikov. Do začetka sedemdesetih let, večina španskega prebivalstva ni več znala govoriti manjšinskih jezikov ali pa so ti popolnoma izginili.

### Katolicizem
Franco je velikokrat, kljub temu da ni bil veren, uporabil vero in cerkev za promocijo svojega režima. Prikazovali so ga kot gorečega vernika in podpornika katoliške vere, ki je bila proglašena za uradno državno vero. Zagovarjal je zelo konservativno krščanstvo in preklical sekularizacijo do katere je prišlo v času Druge Republike.
Vsi vladni funkcionarji prisiljeni poročati kdo od njihovih sodelavcev je levičar in vse kar so vedeli o njihovih aktivnostih. Zakon, ki je bil sprejet leta 1939 je dovoljeval čistke javnih pisarn. Ljudje povezani z Republiko so se lahko le z molkom rešili nezaposlenosti ali celo zapora. Po Francovi smrti je bila cena za prehod k demokraciji prav tišina in tihi sporazum-zakon o amnestiji, ki mu je bil kasneje, leta 1977 v Parizu, dodeljen pravni status.
Civilne poroke in ločitve, ki so bile izvršene pod Republiko so bile razveljavljene in so stopile v veljavo šele, ko jih je odobrila Cerkev. Ločitev, kontracepcija in splavi so bili z zakonom  prepovedani. Starši so bili prisiljeni svoji otrokom dati krščanska imena. 
Tesni prijateljski odnosi med Francom in Cerkvijo, so slednji prinesli nadzor nad javnim šolstvom. V učilnice so ponovno postavili križe in druge krčanske predmete. Duhovščina je sanirala na tisoče levičarsko usmerjenih učiteljev in omogočila šolanje le krščanskim družinam, družinam vojakov, falangistov in ostalih podpornikov. Duhovniki in nune so prevzeli nadzor nad sirotišnicami, kjer so otroke izobraževali za poznejše služenje Cerkvi. 
Frankizem je privedel do močne predanosti militarizmu, poveličevanja moškega in tradicionalne vloge žensk v družbi. Ženska je morala živeti s svojo družino, biti predana svojim staršem in bratom, ter zvesta svojemu možu. Z zelo močno propagando so ženske vloge omejili na skrb za družino in materinstvo. Vsi progresivni zakoni na tem področju, ki so bili sprejeti med Drugo republiko, so bili razveljavljeni. Ženske niso smele postati sodnice, pričati na sodišču, prav tako sta jim bila prepovedana poklica učiteljice ali profesorice. Vsi ti ukrepi so se obdržali vse do Francove smrti.
Franco je leta 1947 razglasil Španijo za monarhijo, vendar ni imenoval monarha. Pretirane želje po tem ni imel, zaradi zaostrenih odnosov z legitimnim naslednikom krone Juanom de Borbonom. Prestol je sklenil pustiti prazen in sebe imenovati za regenta, ter postaviti temelje za njegovo nasledstvo. Ta poteza je bila v veliki meri storjena, da bi pomirila ljudstvo. Hkrati je Franco nosil uniformo kapetana generala (čin, ki je bil tradicionalno rezerviran za kralja), prebival v kraljevski palači Pardo in njegov portret se je pojavil na večini španskih kovancev. Čeprav so njegovi formalni nazivi bili Jefe del Estado (vodja države) in Generalísimo de los Ejércitos Españoles (vodja španskih oboroženih sil), so ga imenovali Caudillo de España por la gracia de Dios (po Božji milosti , Vodja Španije). Por la Gracia de Dios je tehnična, pravna formulacija, ki navaja suvereno dostojanstvo v absolutističnih monarhijah in so jo prej uporabljali le monarhi.

## Ekonomija
Državljanska vojna je porušila špansko gospodarstvo. Infrastruktura je bila poškodovana, delavci so bili usmrčeni, dnevno poslovanje pa je bilo močno ovirano. Gospodarstvo se je malo izboljšalo šele več kot desetletje po Francovi zmagi. Franco je najprej sledil politiki avtarkije, ki je prekinila skoraj vse mednarodne trgovine. Politika je imela uničujoče učinke in gospodarstvo je stagniralo. Samo na črnem trgu so lahko uživali očitno bogastvo. Ocenjujejo, da je okrog 200.000 ljudi umrlo zaradi lakote v zgodnjih letih Frankizma, obdobja, znanega tudi kot Los Años de Hambre (leta lakote).
Španija se je znašla na robu stečaja. Kljub nasprotovanju Franca je kombinacija pritiska iz ZDA in tehnokratov iz Opus Dei-a uspela prepričati režim, da bi leta 1959 sprejel svobodno tržno gospodarstvo. Prišlo je do mini državnega udara, ki je odstranil stare stražarje odgovorne za gospodarstvo. Ker ekonomske liberalizacije niso spremljale politične reforme, se je zatiranje nadaljevalo.
Gospodarska rast se je po letu 1959, potem ko je Franco dal več moči liberalnim tehnokratom, povečala. Država je uveljavila več razvojnih politik. Vzporedno z odsotnostjo socialnih reform in gospodarskega premika se je začela množično izseljevanje v evropske države in v manjši meri v Južno Ameriko. Izseljevanje je pomagalo režimu na dva načina: država se je znebila presežne populacije, izseljenci pa so državi priskrbeli zelo potrebna denarna nakazila.
V šestdesetih letih prejšnjega stoletja je Španija še naprej povečevala bogastvo. Mednarodna podjetja so ustanovila svoje tovarne v Španiji: plače so bile nizke, skoraj ni bilo davkov, stavke prepovedane, predpisi na področju zdravstva so bili nezaslišani, Španija pa je bila praktično neokrnjen trg. Postala je drugo najhitreje rastoče gospodarstvo na svetu, tik za Japonsko. Hitri razvoj tega obdobja je postal znan kot španski čudež. V času smrti Franca je Španija še vedno zaostajala za večino Zahodne Evrope, vendar se je razlika med njenim BDP na prebivalca in velikimi zahodnoevropskimi gospodarstvi močno zmanjšala; V svetovnem smislu je Španija že uživala razmeroma visok materialni življenjski standard. Vendar pa je bilo obdobje od sredine sedemdesetih do sredine osemdesetih let težko, saj je zaradi oljnih šokov, ki jim je bila Španija zelo izpostavljena, reševanje novega političnega reda imelo prednost pred modernizacijo gospodarstva.

## Kulturna dediščina
Francova zapuščina, v Španiji in širom sveta, ostaja sporna. Špansko mnenje se je spremenilo. Odstranjeni so bili številni kipi Franca in drugih javni fankistični simboli. Zadnji kip v Madridu so odstranili leta 2005. Sporna je bila tudi Valle de los Caídos ali Dolina padlih. Postavili so jo leta 1959 kot simbol Francove zmage v Španski državljanski vojni.
Leta 2006 je Evropska komisija sprejela resolucijo, v kateri je pozvala k zagotavljanju dostopa zgodovinarjem in splošni javnosti do različnih arhivov Francovega režima in pa k postavitvi spomenikov v spomin na žrtve diktature.
V Španiji je bila poleti 2004 sprejeta komisija za povrnitev dostojanstva in obuditev spomina na žrtve Frankizma (Comisión para reparar la dignidad y restituir la memoria de las víctimas del franquismo), ki jo je vodila takratna podpredsednica María Teresa Fernández de la Vega. Frankovo dediščino, zaradi jezikovnih politik, še vedno posebej slabo priznavajo v Kataloniji in v Baskiji. Baskijske pokrajine in Katalonija so bile med regijami, ki so izvajale najmočnejši odpor nad Francom v državljanski vojni, pa tudi med njegovim režimom.
Leta 2008 je Združenje za obnovo zgodovinskega spomina začelo sistematično iskanje masovnih grobnic ljudi, usmrčenih med Frankovim režimom. Leta 2007 je bil sprejet Ley de la memoria histórica de España (Zakon o zgodovinskem spominu Španije). Zakon naj bi uradno prepoznal zločine, ki so bili storjeni proti civilistom med Francovo vladavino, in organiziral pod državnim nadzorom, iskanje množičnih grobišč.
Baltasar Garzon je bil prvi sodnik v zgodovini Španije, ki je leta 2008 odredil preiskavo o izginotju in umorih žrtev med diktaturo. Za svoje dejanje je bil obtožen, saj ni spoštoval zakona o amnestiji. Še istega leta je isto preiskavo odprl tudi argentinski sodnik. V zadnjih letih se za preiskavo zločinov zavzema vse več mestnih svetov v Španiji.